# La Neuville-au-Pont
La Neuville-au-Pont é uma comuna francesa na região administrativa do Grande Leste, no departamento de Marne. Estende-se por uma área de 15.11 km², e possui 545 habitantes, segundo o censo de 2018, com uma densidade de 36 hab/km².